# Stadhuis van Lo
Het oud stadhuis en belfort is een historisch en beschermd gebouw in het stadje Lo in de Belgische provincie West-Vlaanderen. Het voormalige stadhuis wordt nu als hotel en restaurant gebruikt. Stadhuis en belfort staan sinds 1999 op de werelderfgoedlijst van de Unesco als onderdeel van de gezamenlijke inschrijving van een groep van 56 belforten in België en Frankrijk.
Het stadhuis werd in 1565-1566 gebouwd in renaissancestijl door Joos Staesin uit Ieper, ter vervanging van het oudere en vervallen stadhuis. Op de hoek staat een belforttorentje, dat op twee Toscaanse zuilen steunt. Bovenaan eindigt de toren in vier trapgevels, met galmgaten voor de klokken. De onderkant van de toren, met rondbogen boven de zuilen, is opengewerkt tot een pui, waarvan vroeger officiële mededelingen werden voorgelezen. Op de eerste verdieping van het gebouw is een oude Vlaamse eetzaal bewaard gebleven, met een sierlijke schoorsteenmantel, eiken zoldering en oude glasramen van Kamiel Wybo, waarop de wapenschilden van de toenmalige wereldlijke en kerkelijke heersers zijn afgebeeld.